# Marcos Paquetá

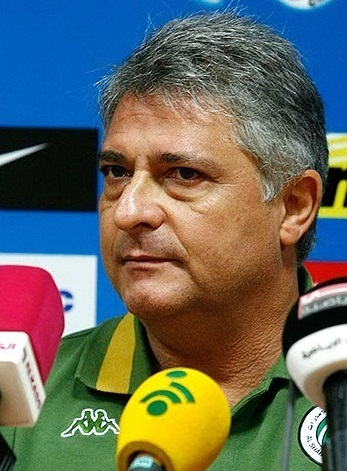
Marcos Paquetá

Marcos César Dias Castro, beter bekend als Marcos Paquetá, (Rio de Janeiro, 27 augustus 1958) is een Braziliaanse voetbaltrainer. Zijn bijnaam Marcos Paquetá kreeg hij naar aanleiding van zijn geboorteplaats Paquetá.
Als voetballer speelde hij bij América Football Club in Rio de Janeiro van 1973 tot en met 1978 en bij CR Vasco da Gama van 1978 tot 1980. Bij die eerstgenoemde club ging hij in 1987 aan de slag als trainer. Daarna coachte hij twee seizoenen lang Al-Shabab in de Verenigde Arabische Emiraten alvorens hij van 1990 tot 1998 en van 2001 tot 2003 de leiding had over CR Flamengo. In de tussenliggende periode van 1999 tot 2000 was hij trainer bij Fluminense FC. Na zijn tweede periode bij Flamengo werd hij bondscoach van Braziliaanse jeugdelftallen en won hij zowel het WK onder 17 als het WK onder 20 jaar. Daarna ging hij in 2004 naar Avaí FC en Al-Hilal uit Saoedi-Arabië in 2005. Daar werd hij datzelfde jaar nog gevraagd bondscoach te worden van het Saoedi-Arabisch voetbalelftal, waarmee hij zich vervolgens kwalificeerde voor het WK voetbal 2006. Niet lang daarna vertrok hij er en werd coach bij Al-Gharrafa. Van 2010 tot 2012 was hij bondscoach van Libië. Hij keerde terug bij Al-Shabab en Al-Gharaffa en was in het seizoen 2015/16 trainer van Al-Zamalek in Egypte.

## Coach carrière

### Clubs
| Jaar      | Club        | Land                         |
| --------- | ----------- | ---------------------------- |
| 1987      | America-RJ  | Brazilië                     |
| 1988-1989 | Al Shabab   | Verenigde Arabische Emiraten |
| 1990-1998 | Flamengo    | Brazilië                     |
| 1999-2000 | Fluminense  | Brazilië                     |
| 2001-2003 | Flamengo    | Brazilië                     |
| 2004      | Avai        | Brazilië                     |
| 2004-2005 | Al Hilal    | Saoedi-Arabië                |
| 2006-2009 | Al-Gharrafa | Qatar                        |
| 2009-2010 | Al-Rayyan   | Qatar                        |
| 2012-2014 | Al Shabab   | Verenigde Arabische Emiraten |
| 2014-2015 | Al-Gharrafa | Qatar                        |
| 2015-2016 | Al-Zamalek  | Egypte                       |

### Nationale elftallen
- 2003 Brazilië onder 17 en onder 20
- 2005–2006 Saoedi-Arabië
- 2010–2012 Libië